# Avaliação de Proficiência na Língua Japonesa
A Avaliação de Proficiência na Língua Japonesa Japanese Language Proficiency Test (日本語能力試験, nihongo nōryoku shiken), ou JLPT, foi criado para avaliar e certificar a proficiência no idioma japonês aos não nativos. Ele é realizado duas vezes ao ano na Ásia Oriental e uma vez por ano, nas outras regiões. O JLPT tem cinco níveis, sendo o nível 5 o mais básico, e o nível 1, o mais difícil. A Fundação Japão estima que aproximadamente são necessários 150 horas de estudo para passar no exame de Nível 4 e 900 horas de estudo são necessários para passar no exame de Nível 1. Em 2008, o governo japonês anunciou, ainda em questão, de utilizar o JLPT para os estrangeiros que desejam ter um visto de longo prazo e para serem residentes permanentes.

## História e estatísticas
O primeiro exame realizado ocorreu em 1984, em resposta à crescente procura de padronização na certificação da língua japonesa. Inicialmente 7.000 pessoas fizeram o exame. Até 2003, o JLPT foi um dos requisitos para estrangeiros entrem nas universidades japonesas. Desde 2003, o Exame de Admissão Universidade Japonesa para Estudantes Internacionais (EJU) é usado pela maioria das universidades para esta finalidade; ao contrário do JLPT, que é apenas um exame de escolha múltipla, a EJU contém seções que requerem o examinando a escrever em japonês.
Em 2004, o JLPT foi oferecido em 40 países, incluindo Japão. Dos 302.198 examinandos nesse ano, 47% (cerca de 140.000) foram certificados. O número de examinandos continua a aumentar, 523.958 pessoas fizeram o teste em 2007, e a percentagem de candidatos que falharam no exame caiu abaixo de 36%.
Em 2010 um novo nível foi criado para que o lapso entre as dificuldades dos níveis intermediários fossem suprimidas. Agora são 5 níveis.

## Administração
No Japão, o JLPT é administrado pelo Ministério da Educação através do Japão Intercâmbio e Serviços Educacionais (JEES). Em outros países ele é administrado por fundações, co-patrocinadores da administração no intercâmbio cultural e ou instituições de ensino, ou com comissões especialmente criadas para esse efeito.

## Formato
Todas as instruções no teste são escritos em japonês, apesar de sua dificuldade em manter-se adequado e adaptado a cada nível. A matéria abrangida baseia-se em uma Especificação do Conteúdo para Testes (出题基准, Shutsudai kijun? ). A Especificação do Conteúdo para Testes foi publicada pela primeira vez em 1994 e revisto em 2004, ela serve como uma referência para os examinadores compilarem perguntas, e não como um guia estudantil. Seu objetivo consiste em especificar as expressões, kanji, vocabulários, gramática, que cairão nos quatro níveis JLPT. No entanto, cerca de 20% do kanji, vocabulário, gramática e, em qualquer dos exames, podem ser montadas a partir de não se obedecer essa regra pré-estabelecida.
Em 2010, o teste passou a ter 5 níveis: N1, N2, N3, N4 e N5, com o N1 sendo o mais alto nível e N5 o mais fácil. 
- N1: um pouco acima que o original para o nível 1
- N2: o mesmo que o original para o nível 2
- N3: entre o original no nível 2 e nível 3
- N4: o mesmo que o original de nível 3
- N5: o mesmo que o original nível 4

Não há teste oral ou escrito.

### Seções do Exame
O JLPT está dividido em três secções: "Caracteres e Vocabulário", "Compreensão Auditiva", e "Leitura e Compreensão Gramática".
A primeira seção (文字・語彙, moji, goi) testa o vocabulário e o conhecimento de diferentes aspectos do sistema na escrita japonesa. Isto inclui a identificação correta dos caracteres kanji para determinadas situações, selecionando o hiragana correto, determinado a leitura do kanji, escolhendo as condições adequadas para determinadas frases, e escolhendo o adequado uso das palavras.
A segunda seção (聴解, chōkai) compreende duas sub-seções que testam a compreensão auditiva. A primeira envolve a escolha da foto que melhor representa a situação apresentada por um conversa pré-gravada. A segunda sub-seção é em um formato semelhante, mas não apresenta pistas visuais.
A terceira seção (読解・文法, dokkai, bunpō) utiliza passagens autênticas ou semi-auténticas de vários textos para testar sua compreensão de leitura. As perguntas incluem instruções para preencher as lacunas ou parafresear pontos-chave. Nas perguntas de gramática são examinados o seu uso correto do idioma quanto sua estrutura em transmitir um determinado ponto, conjugações e o uso de partículas.
| Nível | Seções do exame (duração)                                | Seções do exame (duração)                                | Seções do exame (duração)     | Duração total |
| ----- | -------------------------------------------------------- | -------------------------------------------------------- | ----------------------------- | ------------- |
| N1    | Vocabulário/Gramática・Leitura e interpretação (110 min) | Vocabulário/Gramática・Leitura e interpretação (110 min) | Compreensão auditiva (60 min) | 170 min       |
| N2    | Vocabulário/Gramática・Leitura e interpretação (105 min) | Vocabulário/Gramática・Leitura e interpretação (105 min) | Compreensão auditiva (50 min) | 155 min       |
| N3    | Vocabulário (30 min)                                     | Gramática・Leitura e interpretação (70 min)              | Compreensão auditiva (40 min) | 140 min       |
| N4    | Vocabulário (30 min)                                     | Gramática・Leitura e interpretação (60 min)              | Compreensão auditiva (35 min) | 125 min       |
| N5    | Vocabulário (25 min)                                     | Gramática・Leitura e interpretação (50 min)              | Compreensão auditiva (30 min) | 105 min       |

### Pontuação
| Nível            | Nota de corte | Conhecimento da língua (Vocabulário/Gramática） | Compreensão escrita | Compreensão auditiva |
| ---------------- | ------------- | ----------------------------------------------- | ------------------- | -------------------- |
| N1               | 100 pontos    | 19 pontos                                       | 19 pontos           | 19 pontos            |
| N2               | 90 pontos     | 19 pontos                                       | 19 pontos           | 19 pontos            |
| N3               | 95 pontos     | 19 pontos                                       | 19 pontos           | 19 pontos            |
| Pontuação máxima | 180 pontos    | 60 pontos                                       | 60 pontos           | 60 pontos            |
| N4               | 90 pontos     | 38 pontos                                       | 38 pontos           | 19 pontos            |
| N5               | 80 pontos     | 38 pontos                                       | 38 pontos           | 19 pontos            |
| Pontuação máxima | 180 pontos    | 120 pontos                                      | 120 pontos          | 60 pontos            |

#### Horas de estudo necessárias para passar o teste
| Nível | Alunos que sabem kanji (por exemplo, falantes de chinês ou coreano) | Outros alunos (nenhum conhecimento prévio de kanji) |
| ----- | ------------------------------------------------------------------- | --------------------------------------------------- |
| N1    | 1700~2600 horas                                                     | 3000~4800 horas                                     |
| N2    | 1150~1800 horas                                                     | 1600~2800 horas                                     |
| N3    | 700~1100 horas                                                      | 950~1700 horas                                      |
| N4    | 400~700 horas                                                       | 575~1000 horas                                      |
| N5    | 250~450 horas                                                       | 325~600 horas                                       |

## Resultados
Todos os examinandos recebem um relatório, incluindo a discriminação da sua pontuação de cada seção do teste. Aqueles que passam também recebem um Certificado de Proficiência. São necessários vários meses para processar todas as provas, por conseguinte, quem prestou o exame no Japão tem os resultados anunciados em fevereiro, para aqueles que prestaram em outros países, apenas em março.
| Ano    | Nível | JLPT no Japão        | JLPT no Japão | JLPT no Japão    | JLPT em outros países | JLPT em outros países | JLPT em outros países |
| Ano    | Nível | Candidatos inscritos | Examinados    | Certificados (%) | Candidatos inscritos  | Examinados            | Certificados (%)      |
| ------ | ----- | -------------------- | ------------- | ---------------- | --------------------- | --------------------- | --------------------- |
| 2007   | N1    | 47,761               | 42,923        | 14,338 (33.4%)   | 135,616               | 110,937               | 28,550 (25.7%)        |
| 2007   | N2    | 34,782               | 31,805        | 11,884 (37.4%)   | 186,226               | 152,198               | 40,975 (26.9%)        |
| 2007   | N3    | 16,808               | 15,710        | 8,664 (55.1%)    | 143,252               | 113,526               | 53,806 (47.4%)        |
| 2007   | N4    | 3,908                | 3,383         | 2,332 (68.9%)    | 64,127                | 53,476                | 27,767 (51.9%)        |
| 2008   | N1    | 52,992               | 46,953        | 18,454 (39.3%)   | 138,131               | 116,271               | 38,988 (33.5%)        |
| 2008   | N2    | 41,924               | 38,040        | 16,289 (42.8%)   | 187,482               | 157,142               | 58,124 (37.0%)        |
| 2008   | N3    | 22,016               | 20,351        | 13,304 (65.4%)   | 147,435               | 120,569               | 69,605 (57.7%)        |
| 2008   | N4    | 4,524                | 3,903         | 2,765 (70.8%)    | 65,877                | 55,828                | 31,227 (55.9%)        |
| 2009-1 | N1    | 29,274               | 26,578        | 11,738 (44.2%)   | 103,349               | 87,104                | 28,230 (32.4%)        |
| 2009-1 | N2    | 26,437               | 24,793        | 9,279 (37.4%)    | 130,753               | 110,266               | 27,543 (25.0%)        |
| 2009-2 | N1    | 46,648               | 41,998        | 12,293 (29.3%)   | 137,708               | 114,725               | 26,427 (23.0%)        |
| 2009-2 | N2    | 36,528               | 33,807        | 12,462 (36.9%)   | 176,628               | 147,328               | 41,488 (28.2%)        |
| 2009-2 | N3    | 17,703               | 16,675        | 9,360 (56.1%)    | 131,733               | 108,867               | 51,903 (47.7%)        |
| 2009-2 | N4    | 3,212                | 2,932         | 2,155 (73.5%)    | 61,995                | 53,041                | 29,529 (55.7%)        |
| 2010-1 | N1    | 26,225               | 23,694        | 9,651 (40.7%)    | 73,863                | 62,938                | 19,402 (30.8%)        |
| 2010-1 | N2    | 24,738               | 23,126        | 13,768 (59.5%)   | 87,889                | 74,874                | 32,530 (43.4%)        |
| 2010-1 | N3    | 6,947                | 6,280         | 3,051 (48.6%)    | 42,227                | 32,100                | 12,574 (39.2%)        |
| 2010-2 | N1    | 40,041               | 36,810        | 12,774 (34.7%)   | 100,689               | 87,763                | 25,781 (29.4%)        |
| 2010-2 | N2    | 27,947               | 26,020        | 11,679 (44.9%)   | 106,402               | 91,996                | 30,460 (33.1%)        |
| 2010-2 | N3    | 8,363                | 7,665         | 3,501 (44.9%)    | 56,236                | 45,906                | 18,883 (41.1%)        |
| 2010-2 | N4    | 7,764                | 7,317         | 3,716 (50.8%)    | 48,613                | 41,484                | 19,235 (46.4%)        |
| 2010-2 | N5    | 2,065                | 1,870         | 1,458 (78.0%)    | 43,676                | 38,128                | 22,846 (59.9%)        |
| 2011-1 | N1    | 24,716               | 22,782        | 6,546 (28.7%)    | 89,744                | 76,991                | 20,519 (26.7%)        |
| 2011-1 | N2    | 19,203               | 17,957        | 9,057 (50.4%)    | 92,015                | 79,716                | 30,216 (37.9%)        |
| 2011-1 | N3    | 5,642                | 5,211         | 2,511 (48.2%)    | 36,841                | 29,507                | 13,230 (44.8%)        |
| 2011-1 | N4    | 3,643                | 3,358         | 1,431 (42.6%)    | 19,010                | 15,453                | 5,802 (37.5%)         |
| 2011-1 | N5    | 716                  | 649           | 464 (71.5%)      | 12,346                | 10,510                | 6,108 (58.1%)         |
| 2011-2 | N1    | 36,426               | 33,460        | 11,849 (35.4%)   | 100,873               | 88,514                | 27,452 (31.0%)        |
| 2011-2 | N2    | 22,875               | 21,269        | 8,695 (40.8%)    | 94,538                | 82,944                | 28,679 (34.6%)        |
| 2011-2 | N3    | 8,149                | 7,580         | 3,073 (40.5%)    | 49,917                | 41,665                | 16,576 (39.8%)        |
| 2011-2 | N4    | 7,008                | 6,596         | 3,083 (46.7%)    | 38,888                | 33,402                | 14,722 (44.1%)        |
| 2011-2 | N5    | 1,603                | 1,481         | 1,045 (70.6%)    | 33,245                | 29,159                | 16,986 (58.3%)        |
| 2012-1 | N1    | 26,051               | 24,142        | 11,074 (45.9%)   | 78,905                | 69,082                | 23,789 (34.4%)        |
| 2012-1 | N2    | 20,041               | 18,843        | 9,683 (51.4%)    | 78,553                | 69,418                | 29,191 (42.1%)        |
| 2012-1 | N3    | 7,317                | 6,878         | 3,232(47.0%)     | 38,650                | 31,941                | 14,391 (45.1%)        |
| 2012-1 | N4    | 5,437                | 5,116         | 2,388 (46.7%)    | 22,431                | 18,590                | 8,489 (45.7%)         |
| 2012-1 | N5    | 1,004                | 925           | 679 (73.4%)      | 16,361                | 13,911                | 8,129 (58.4%)         |
| 2012-2 | N1    | 32,917               | 30,296        | 7,998 (26.4%)    | 86,004                | 75,250                | 17,411 (23.1%)        |
| 2012-2 | N2    | 21,139               | 19,612        | 7,919 (40.4%)    | 79,513                | 69,790                | 25,617 (36.7%)        |
| 2012-2 | N3    | 10,085               | 9,422         | 2,668(28.3%)     | 47,301                | 39,763                | 12,722 (32.0%)        |
| 2012-2 | N4    | 6,961                | 6,562         | 2,371 (36.1%)    | 36,799                | 31,620                | 11,783 (37.3%)        |
| 2012-2 | N5    | 1,416                | 1,307         | 945 (72.3%)      | 34,178                | 29,700                | 16,225 (54.6%)        |

### Formato antigo
| Nível | Kanji        | Vocabulário    | Tipo          | Horas de Estudo        | Nota Corte |
| ----- | ------------ | -------------- | ------------- | ---------------------- | ---------- |
| 4     | ~100 (103)   | ~800 (728)     | Iniciante     | 200~400 (estimado)     | 60%        |
| 3     | ~300 (284)   | ~1,500 (1409)  | Basico        | 375~750 (estimado)     | 60%        |
| 2     | ~1000 (1023) | ~6,000 (5035)  | Intermediário | 1,100~2,000 (estimado) | 60%        |
| 1     | ~2000 (1926) | ~10,000 (8009) | Avançado      | 1,800~4,500 (estimado) | 70%        |